# Gary Anderson (Sportschütze)
Gary Lee Anderson (* 8. Oktober 1939 in Holdrege, Nebraska) ist ein ehemaliger US-amerikanischer Sportschütze, der 1964 und 1968 Olympiasieger mit dem freien Gewehr wurde.

## Leben
Anderson war schon früh mit seinem Vater auf die Jagd gegangen, 1957 begann er mit dem Schießsport. Nachdem er sich der US Army anschloss, hatte er nahezu unbegrenzte Trainingsmöglichkeiten. 1959 nahm er erstmals an den Panamerikanischen Spielen teil, 1961 gewann er seinen ersten US-Meistertitel. Bei der Weltmeisterschaft 1962 in Kairo gewann Anderson fünf Titel, davon vier in Einzelwettbewerben, und stellte drei Weltrekorde auf. Bei den Olympischen Spielen 1964 in Tokio siegte er im Dreistellungskampf mit dem freien Gewehr mit neuem Weltrekord von 1153 Ringen.
1966 schoss er sich bei der Weltmeisterschaft in Wiesbaden zu sechs Titeln, davon drei in Einzelwettbewerben. Bei den Olympischen Spielen 1968 in Mexiko-Stadt steigerte er seinen Weltrekord im Dreistellungskampf auf 1157 Ringe und gewann erneut Gold. 1969 zog er sich nach der Weltmeisterschaft in Barcelona vom aktiven Sport zurück. Mit zwei Olympiasiegen, elf Weltmeistertiteln, sechs Weltrekorden, elf Siegen bei Panamerikanischen Spielen und elf US-Meistertiteln zählt Anderson zu den erfolgreichsten Sportschützen überhaupt. Er war der erste Sportschütze, der tägliches Lauftraining zur Konditionssteigerung propagierte.
Anderson war bis 1962 bei der US Army, war dann von 1963 bis 1965 bei der Nationalgarde in Nebraska und anschließend bis 1968 bei der Nationalgarde von Kalifornien. Danach weilte er zum Sprachstudium fast ein Jahr in München, wo er der Hauptschützengesellschaft angehörte, deren Ehrenmitglied er noch heute ist. Anschließend schloss er sein Studium am Theologischen Seminar in San Francisco ab. 1972 wurde Anderson als Republikaner in das Parlament von Nebraska gewählt; nach einem Jahr wechselte er zur Demokratischen Partei. 1974 bewarb er sich nicht um eine Wiederwahl.
Danach wurde Anderson bei der National Rifle Association aktiv, wo er zum Exekutivdirektor aufstieg. Schwerpunkt seiner Tätigkeit waren Trainingsprogramme für Waffenbesitzer. Als Jurymitglied und technischer Delegierter nahm Anderson an zahlreichen Sportereignissen, darunter acht Olympischen Spielen teil. Er war Direktor der Schießanlage bei den Olympischen Spielen 1996 in Atlanta.